# Benátecká Vrutice
Benátecká Vrutice (německy Wrutitz bei Benatek) je vesnice, část města Milovice v okrese Nymburk. Nachází se asi 3,6 kilometru západně od Milovic. Vesnicí prochází silnice II/272 a na jihu protéká potok Mlynařice. V katastrálním území Benátecká Vrutice leží i části obce Mladá.

## Historie
První písemná zmínka o vesnici pochází z roku 1244.
V letech 1850–1995 byla samostatnou obcí a od 1. ledna 1996 je Benátecká Vrutice součástí Milovic.

## Obyvatelstvo
| Rok            | 1869 | 1880 | 1890 | 1900 | 1910 | 1921 | 1930 | 1950 | 1961 | 1970 | 1980 | 1991 | 2001 | 2011 | 2021 |
| -------------- | ---- | ---- | ---- | ---- | ---- | ---- | ---- | ---- | ---- | ---- | ---- | ---- | ---- | ---- | ---- |
| Počet obyvatel | 580  | 639  | 671  | 652  | 703  | 677  | 616  | 327  | 366  | 350  | 296  | 216  | 231  | 285  | 335  |
| Počet domů     | 92   | 103  | 119  | 129  | 155  | 156  | 169  | 122  | 111  | 111  | 98   | 124  | 123  | 128  | 148  |

## Pamětihodnosti
- Mostek přes Mlynařici
- Kaple svatého Jana Nepomuckého
- Brána s brankou čp. 22